# 上加尔萨斯
上加尔萨斯是巴西马托格罗索州的一个市镇。总面积3660.387平方公里，总人口9143人，人口密度2.5人/平方公里。